# Victor Johansson (simmare)
Victor Mikael Johansson, född 13 september 1998 i Nässjö, är en svensk simmare. Han tävlar för Jönköpings SS.

## Karriär
I februari 2024 vid VM i Doha slog Johansson det svenska rekordet från 1992 av Anders Holmertz på 400 meter frisim efter att simmat försöksheatet på 3.46,20. I finalen förbättrade han rekordet ytterligare till 3.45.87 och slutade på en sjätteplats. Två dagar senare förbättrade Johansson sitt eget svenska rekord på 800 meter frisim då han simmade försöksheatet på 7.47,04.
Vid kortbane-SM 2024 i Helsingborg tog Johansson fyra guld på 200, 400, 800 och 1 500 meter frisim samt noterade mästerskapsrekord på både 400 och 800 meter frisim.